# سوزاندن کنیسه‌های ریگا
آتش زدن کنیسه‌های ریگا در سال ۱۹۴۱ و در نخستین روزهای اشغال شهر ریگا، پایتخت و بزرگترین شهر لتونی، در جریان جنگ جهانی دوم توسط آلمان نازی رخ داد. بسیاری از یهودیان محبوس در کنیسه‌ها در طی آتش‌سوزی‌ها جان خود را از دست دادند و در همان حین اقدامات ضدیهودی بسیار دیگری آغاز شدند که در نهایت کشته شدن اکثریت یهودیان لتونیایی را به دنبال داشتند.

## پیش‌زمینه
ارتش آلمان در اوایل صبح روز یکشنبه، ۲۲ ژوئن ۱۹۴۱ از مرز لتونی گذر کرد. در تمام طول جبهه، نیروهای مسلح شوروی شکست سنگینی را متحمل شدند. در تاریخ ۲۹ ژوئن ۱۹۴۱، ارتش سرخ که در آن هنگام ریگا را در اشغال داشت به دلیل بمباران هوایی آلمان اقدام به عقب‌نشینی نامنظم از شهر کرد. برای کاهش سرعت پیشروی آلمان، شوروی‌های در حال عقب‌نشینی تمام پل‌های رودخانه دائوگاوا را منفجر کردند. مرتفع‌ترین گلدسته کلیسای شهر، سنت پیتر، توسط بمب‌های آلمان به آتش کشیده شد. برخی از هواداران شوروی در شهر اقدام به ریختن آب بر روی کلیسای در حال سوختن و نان دادن به نیروهای در حال عقب‌نشینی کردند، اما این کمک‌ها در برابر شکست نظامی در حال وقوع ناچیز بودند. در یکم ژوئیه ۱۹۴۱، ارتش آلمان وارد ریگا شد. در آن هنگام حدود ۴۰٬۰۰۰ یهودی در این شهر زندگی می‌کردند. اکثریت جمعیت غیر یهودی ریگا از ورود نیروهای آلمانی استقبال کردند.

## آغاز بدرفتاری با یهودیان
اندکی پس از ورود نیروهای آلمانی به شهر در ۱ ژوئیه ۱۹۴۱، مقامات اشغالی نازی ملی‌گرایان لتونی را تحریک به انجام پوگروم‌های مرگبار علیه یهودیان کردند. طی سه ماه، بیش از ۶۰۰۰ تن در ریگا و مناطق مجاور کشته شدند. به ویژه افراد متخصص مانند وکیلان، پزشکان و مهندسان مورد هدف نازی‌ها قرار گرفتند. فریدا میکلسون گزارش می‌دهد که آنها توسط همکاران لتونیایی خود در میان دیگر یهودیان دستگیر شده شناسایی شده و بلافاصله مورد اصابت گلوله قرار گرفتند. گروه بزرگی از زندانیان با کامیون از زندان مرکزی به جنگل بیکرنیکی منتقل و در آنجا تیرباران شدند. در ۲ ژوئیه، به تحریک آلمانی‌ها، جوانان مسلح لتونیایی با بازوبندهای قرمز و سفید به شهر رفتند و یهودیان را از خانه‌های خود بیرون کشیده و دستگیر کردند. این لتونیایی‌ها به تعدادی از یهودیان حمله کرده، برخی برخی از آن‌ها را با کتک کشتند، و برخی دیگر را تیرباران کردند. صبح همان روز، تمام تلفن‌های خانه‌های یهودیان قطع شدند.
پرکونکراستس (Pērkonkrusts: صلیب تندر یا صلیب شکسته) نام حزبی فاشیستی در لتونی بود که در دهه ۱۹۳۰ فعالیت داشت. اعضای پرکونکراستس، شامل ویکتورس آراس و هربرتس کوکورس، در نابودی یهودیان لتونی با نازی‌ها همکاری کردند. در ژوئیه ۱۹۴۱، پس از اشغال آلمان، پرکونکراستس خانه بانکدار یهودی، شمولیان، را در ریگا در شماره ۱۹ خیابان والدمارا در ریگا تصرف کرد تا از آن به عنوان مقر خود استفاده کنند. روزنامه‌ای در ریگا با نام Tēvija (سرزمین پدری) به‌طور مرتب تبلیغات ضدیهودی را، همانند سرمقاله‌ای در ۱۱ ژوئیه ۱۹۴۱، با عنوان «یهودیان - منبع نابودی ما» ، منتشر می‌کرد.
یهودیان دستگیر شده به مقرهای پلیس و زندان مرکزی شهر، معروف به «زنترالکا» ، منتقل شدند. افراد سالخورده و بیمار را برهنه آوردند. زنان جوان را برهنه کرده و درون آب‌انبارهایی قرار دادند که در آنجا مورد تجاوز قرار می‌گرفتند. یهودیانی که لباس‌های سنتی بر تن می‌داشتند، به ویژه آنهایی که ریش داشتند، مورد تحقیر قرار می‌گرفته و پیش از کوتاه کردنش، از ریش بر روی زمین کشیده می‌شدند. دیگران را با تهدید اسلحه ناچار کردند تا تالیت و تفیلین پوشیده، سپس به رقص و خواندن ترانه‌های شوروی بپردازند. مردم، از جمله غیر یهودیان، اغلب توسط دشمنان خود به «فعالیت‌های یهودی-کمونیستی» متهم می‌شدند.
در روزهای پس از ۲ ژوئیه، یهودیان زندانی در مقرهای پلیس روزها برای انجام کار اجباری به بیرون آورده شده، سپس در طول شب درون مقرها زندانی می‌شدند. بیشتر این کارها صرفاً اعمالی بود که برای خوار کردن و ترساندن یهودیان انجام می‌شدند، اگرچه کمینه در یک مورد گروه کوچکی از زنان یهودی از یلگاوا برای شش هفته کار در مزرعه مورد استفاده قرار گرفتند. به گفته کافمن، در تمام این مدت لتونیایی‌ها صحنه‌گران بودند؛ از جمله، آنها یهودیان را ناچار به خواندن آهنگ‌های نازی و ترانه «انترناسیونال» می‌کردند. تنها آن یهودیانی از سوی اراذل و اوباش لتونیایی مورد آزار قرار نگرفتند که در «انجمن مبارزان آزادی‌خواه یهودی لتونیایی» (به لتونیایی: Lačplēsis) عضویت داشتند، اگرچه این مصونیت نیز دوامی نداشت. ازرگایلیس اگرچه اختلاف نظری با کافمن در توصیف فعالیت‌های لتونیایی‌ها ندارد، اما مواردی را که کافمن توصیف می‌کند، مواردی آشنا از بدرفتاری‌های اولیه نازی‌ها با یهودیان در دیگر مکان‌ها می‌داند. وی همچنین استنباط می‌کند که عدم قتل عمدی توسط لتونیایی‌ها نشان می‌دهد که برنامه‌های این کشتارها در اصل توسط آلمانی‌ها ترتیب داده شده بودند.

## نابودی کنیسه‌ها و گورستان‌ها

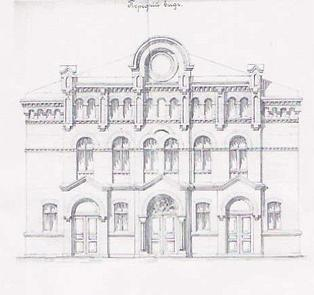
این کنیسه در خیابان استابو در چهارم ژوئیه ۱۹۴۱ به آتش کشیده شد. به شهادت ماکس کوفمان، ۳۰ یهودی در آن زنده سوختند.

در چهارم ژوئیه ۱۹۴۱، یهودیان به‌صف کشیده شده و به زور به کنیسه‌ها برده شدند و سپس آن کنیسه‌ها به آتش کشیده شدند. کنیسه سرودخوانی بزرگ شهر، در خیابان گوگول، در آن روز در حالی که ۲۰ یهودی در زیرزمین آن محبوس شده بودند، سوزانده شد. به گفته برنارد پرِس، تاریخ‌دان، برخی از قربانیان یهودیان لیتوانیایی بودند که به آنجا پناه برده بودند. گرترود اشنایدر قربانیان را بیشتر زنان و کودکان می‌داند. فریدا میکلسون، یهودی لتونیایی که هنگام سوختن کنیسه‌ها در نزدیکی یلگاوا کار اجباری می‌کرد، گزارش داد که در بازگشت به ریگا، یکی از دوستانش (که از شخص دیگری شنیده بود) به او گفت که سالن‌ها و حیاط پشتی کنیسه سرودخوانی پر از پناهندگان لتونیایی بود. پرکونکراستس و «دیگر اوباش لتونیایی» ساختمان را محاصره کردند، افراد را درون آن محبوس کردند و آن را به آتش کشیدند. سوزاندن این کنیسه توسط آلمانی‌ها فیلمبرداری شد و بعدها بخشی از خبرنامه ورماخت شد، با این روایت که: «کنیسه ریگا، که از دستان نابودگر کمیسرهای GPU شوروی نجات یافته بود، ساعتی بعد شعله‌ور شد.» به گفته برنارد پرس، هربرتس کوکورس، یک افسر نیروی هوایی لتونی و گروهی از اوباش، پس از بیرون کشیدن یهودیان از خانه‌های مجاور و حبس کردن آن‌ها در درون ساختمان، کنیسه را در خیابان استابو سوزاندند:
شاهدان عینی فریاد کمک مردم محبوس را شنیدند و آنها را دیدند که از درون شیشه‌های کنیسه را شکسته و همچون مشعل‌های زنده تلاش داشتند بیرون بروند. کوکورس با هفت تیر آن‌ها را مورد هدف قرار می‌داد.
تنها کنیسه پیتاو در مرکز شهر از آن روی در جریان آتش‌سوزی‌ها جان سالم به در برد که در مجاورت ساختمان‌های آپارتمانی و یک کلیسا قرار داشت. اما فضای داخلی آن مانند دیگر عبادتگاه‌های یهودیان نابود شد. اوباش همچنین به گورستان‌های یهودیان حمله کردند.
کافمن همچنین به توصیف برخی از نمونه‌های حبس کردن یهودیان در کنیسه‌ها توسط لتونیایی‌ها و سپس به آتش کشاندن آن‌ها می‌پردازد، از جمله:
خودرویی پر از داوطلبان مسلح لتونیایی به خیابان ۹ کالنو رفت. تمام مستاجران یهودی ساختمان ناچار شدند بلافاصله آن را ترک کنند و به گورستان قدیمی یهودیان برده شدند. در آنجا آن‌ها را در کنیسه حبس کردند و زنده‌زنده در آتش سوزاندند.
از جمله یهودیانی که در کشتارهای کنیسه‌ها کشته شدند می‌توان به حذان مینتز و کل خانواده‌اش، خاخام کیلوف، و سارا راشین (یا راشینا)، ویولونیست نامدار بین‌المللی ۲۱ ساله اشاره کرد. (منبع دیگری می‌گوید سارا راشین در ۳۰ نوامبر ۱۹۴۱ در رومبولا کشته شد)
تا ۱۶ ژوئیه ۱۹۴۱، یهودیان دیگر اجازه ورود به خیابان‌های ریگا را نداشتند. پلیس‌های مسلح لتونی با بازوبند قرمز-سفید-قرمز یهودیان درون خیابان‌ها را دستگیر می‌کردند. دستگیرشدگان به بخش پلیس در نزدیکی ایستگاه راه‌آهن و زندان‌های دیگر منتقل می‌شدند.